# ФЮС (футбольный клуб)
ФЮС, «Фатх Юнион Спорт» (араб. اتحاد الفتح الرياضي الرباطي‎; англ. Fath Union Sport) — марокканский футбольный клуб из города Рабат. Выступает в Ботоле. Основан 10 апреля 1946 года. Домашние матчи проводит на стадионе Принц-Моли-Абделлах, вмещающем 52 000 зрителей.
Клуб является одним из крупнейших в Марокко, однако впервые чемпионом страны стал только в 2016 году, хотя пять раз поднимался на второе место. Пять раз завоёвывал национальный кубок, в 2010 году выиграл Кубок Конфедерации КАФ.

## Достижения
- Ботола 1: 0

2 место : 1972/73, 1973/74, 1980/81, 2000/01
- Кубок Марокко: 5

1967, 1973, 1976, 1995, 2010
Финалист : 1960, 2009
- Ботола 2: 4

1962, 1998, 2007, 2009
- Кубок Конфедерации КАФ: 1

2010

## Международные выступления
- Кубок Конфедерации КАФ: 2

2010 — Чемпион
2011 — 3-й раунд
- Кубок КАФ: 1

2002 — Второй раунд
- Кубок обладателей кубков КАФ: 1

1996 — четвертьфинал